# Hriňová
Hriňová (în maghiară Herencsvölgy) este un oraș din Slovacia cu 8.528 locuitori.

## Demografie
| An:                | 1994 | 2004   | 2014   | 2024   |
| ------------------ | ---- | ------ | ------ | ------ |
| Număr de persoane: | 8574 | 8096   | 7654   | 6931   |
| Diferență:         |      | −5,57% | −5,45% | −9,44% |

| An:                | 2023 | 2024   |
| ------------------ | ---- | ------ |
| Număr de persoane: | 7023 | 6931   |
| Diferență:         |      | −1,30% |